# Vocalion Records
Vocalion Records was een Amerikaans platenlabel, dat werd opgericht in 1916 in New York. Onder de vele opmerkelijke producties van Vocalion Records waren ook de beide opnamesessies van Robert Johnson uit 1936 en 1937.

## Geschiedenis
In 1916 pakte de in New York gevestigde firma Aeolian Piano Company de productie op van fonografen en richtte gelijktijdig het label Vocalion Records op. Vocalion gebruikte een roodbruin schellakmengsel, dat zich optisch onderscheidde van de gebruikelijke zwarte platen. De firmareclame suggereerde, dat hun rode platen de besten waren en langer behouden bleven. 
In 1925 werd Vocalion Records opgekocht door Brunswick Records. Tijdens de jaren 1920 begon Vocalion ook zogenaamde 'Race Records' te produceren, die aanstuurden op de Afro-Amerikaanse markt. In april 1930 werd Brunswick Records verkocht aan Warner Bros.. In december 1931 kreeg de American Record Corporation de licentie voor Brunswick Records. In 1938 werd Vocalion een merk van Columbia Records. In 1940 was het voorlopige einde van Vocalion.
Tijdens de jaren 1950 werd Vocalion nieuw leven ingeblazen door Decca Records om oude producties op de markt te brengen. Sinds 1997 worden onder Vocalion Records cd's met historische opnamen uit de periode 1920-1970 geproduceerd.

## Artiesten
- Charley Patton
- Uncle Dave Macon
- Uncle Am Stuart
- The Hill Billies
- Robert Johnson
- Garfield Akers
- Roy Newman
- Bill Carlisle
- Clarence Ashley & Gwen Foster
- Teddy Edwards
- J.T. Smith